# Augusto Orrego Luco
Augusto Orrego Luco (ur. 2 maja 1848  w Valparaíso, zm. 26 sierpnia 1933 tamże) – chilijski lekarz psychiatra. W 1874 roku został doktorem medycyny, od 1891 roku był następcą Carlosa Sazie na stanowisku dyrektora szpitala psychiatrycznego w Valparaiso.